# Warburgia ugandensis
Warburgia ugandensis är en tvåhjärtbladig växtart. Warburgia ugandensis ingår i släktet Warburgia och familjen Canellaceae.

## Underarter
Arten delas in i följande underarter:
- W. u. longifolia
- W. u. ugandensis